# 대한민국 민법 제31조
대한민국 민법 제31조는 법인성립의 준칙에 대한 민법총칙 조문이다.
본 조문은 "법인은 법률의 규정에 의하지 않으면 성립하지 못한다"라야 한다는 주장이 있다.

## 조문
민법 제31조 (법인성립의 준칙) 법인은 법률의 규정에 의함이 아니면 성립하지 못한다.

第31條(法人成立의 準則) 法人은 法律의 規定에 依함이 아니면 成立하지 못한다.

Article 31(Legal Corporation) Legal corporation may not be incorporated unless by the statutes.

## 비교조문
일본민법 제33조 (법인의 성립 등)
1. 법인은 이 법률 그 밖의 법률의 규정에 의하지 아니하면 성립하지 아니한다.
2. 학술, 기예, 자선, 제사, 종교 그 밖의 공익을 목적으로 하는 법인, 영리사업을 영위함을 목적으로 하는 법인, 그 밖의 법인의 설립, 조직, 운영 및 관리에 관하여는 이 법률 그 밖의 법률이 규정하는 바에 의한다.

## 해설
본 조는 법인설립에 관하여 자유설립주의를 배제하고 허가주의를 취하고 있다.

## 판례

### 법인설립허가의 성질: 비영리법인 설립허가의 성질과 주무관청의 재량의 정도
민법은 제31조에서 "법인은 법률의 규정에 의함이 아니면 성립하지 못한다."고 규정하여 법인의 자유설립을 부정하고 있고, 제32조에서 "학술, 종교, 자선, 기예, 사교 기타 영리 아닌 사업을 목적으로 하는 사단 또는 재단은 주무관청의 허가를 얻어 이를 법인으로 할 수 있다."고 규정하여 비영리법인의 설립에 관하여 허가주의를 채용하고 있으며, 현행 법령상 비영리법인의 설립허가에 관한 구체적인 기준이 정하여져 있지 아니하므로, 비영리법인의 설립허가를 할 것인지 여부는 주무관청의 정책적 판단에 따른 재량에 맡겨져 있다. 따라서 주무관청의 법인설립 불허가처분에 사실의 기초를 결여하였다든지 또는 사회관념상 현저하게 타당성을 잃었다는 등의 사유가 있지 아니하고, 주무관청이 그와 같은 결론에 이르게 된 판단과정에 일응의 합리성이 있음을 부정할 수 없는 경우에는, 다른 특별한 사정이 없는 한 그 불허가처분에 재량권을 일탈·남용한 위법이 있다고 할 수 없다.

## 참고 문헌
- 오현수, 일본민법, 진원사, 2014. ISBN 9788963463452
- 오세경, 대법전, 법전출판사, 2014 ISBN 9788926210277
- 이준현, LOGOS 민법 조문판례집, 미래가치, 2015. ISBN 9791155020869

## 같이 보기
- 비법인사단
- 조합
- 법인
- 대한민국 민법 제32조